# نوبوهيرو أوتاني
نوبوهيرو أوتاني (باليابانية: 上谷 暢宏) (15 مايو 1989 في هيوغو في اليابان – )؛ هو لاعب كرة قدم سابق كان يلعب كمهاجم.

## وصلات خارجية
- نوبوهيرو أوتاني على موقع قاعدة بيانات كرة القدم.إي يو (الإنجليزية)
- نوبوهيرو أوتاني على موقع Soccerway.com (الإنجليزية)
- نوبوهيرو أوتاني على موقع عالم كرة القدم.نت (الإنجليزية)